# It's Blitz!
It's Blitz! es el tercer álbum de estudio de la banda neoyorquina Yeah Yeah Yeahs. Estaba previsto lanzar el álbum en abril de 2009, pero debido a su filtración en Internet, la fecha fue adelantada al 9 de marzo. El primer sencillo,  "Zero", fue publicado el 24 de febrero de 2009.

## Lista de canciones
| N.º | Título              | Duración |  |
| 1.  | «Zero»              | 4:25     |  |
| 2.  | «Heads Will Roll»   | 3:41     |  |
| 3.  | «Soft Shock»        | 3:53     |  |
| 4.  | «Skeletons»         | 5:02     |  |
| 5.  | «Dull Life»         | 4:08     |  |
| 6.  | «Shame and Fortune» | 3:31     |  |
| 7.  | «Runaway»           | 5:13     |  |
| 8.  | «Dragon Queen»      | 4:02     |  |
| 9.  | «Hysteric»          | 3:50     |  |
| 10. | «Little Shadow»     | 3:57     |  |

| Deluxe edition bonus tracks |                            |          |  |
| N.º                         | Título                     | Duración |  |
| 11.                         | «Soft Shock» (acústico)    | 3:25     |  |
| 12.                         | «Skeletons» (acústico)     | 3:29     |  |
| 13.                         | «Hysteric» (acústico)      | 3:51     |  |
| 14.                         | «Little Shadow» (acústico) | 2:53     |  |

| iTunes bonus tracks |                                   |          |  |
| N.º                 | Título                            | Duración |  |
| 11.                 | «Faces» (exclusiva de iTunes)     | 3:33     |  |
| 12.                 | «Clap Song» (exclusiva de iTunes) | 3:26     |  |

## Posición de lista
| Listas (2009)            | Posición | Ventas   |
| ------------------------ | -------- | -------- |
| Australian Albums Chart  | 8        | 40 000+  |
| UK Albums Chart          | 9        | 100 000+ |
| Irish Albums Chart       | 10       |          |
| U.S. Billboard 200       | 22       | 200 000+ |
| New Zealand Albums Chart | 22       |          |
| Canadian Hot 100         | 18       |          |
| Belgian (Flanders)       | 23       |          |
| Danish Albums Chart      | 40       |          |
| Mexican Albums Chart     | 56       |          |
| Norwegian Albums Chart   | 12       |          |
| Austrian Albums Chart    | 61       |          |
| German Albums Chart      | 71       |          |
| Swiss Albums Chart       | 85       |          |
| French Albums Chart      | 160      |          |